# Antonio Barreca
Antonio Barreca (Turim, 18 de março de 1995) é um futebolista profissional italiano que atua como defensor. Atualmente está na Sampdoria.

## Carreira
Antonio Barreca começou a carreira no Torino.